# Doodtij
Doodtij is de periode van het getij waarin het verschil tussen hoog- en laagwater minimaal is. Het hoogwater is dan minder hoog dan gemiddeld en het laagwater is minder laag dan gemiddeld.
Doodtij treedt eens in de ongeveer 14 dagen op en volgt gemiddeld ruim twee etmalen op het moment dat de getijkrachten van de maan en de zon haaks op elkaar staan en elkaar daardoor verzwakken. Dat laatste is het geval wanneer de zon en de maan ten opzichte van de aarde een min of meer loodrechte hoek met elkaar maken, dus tijdens eerste en laatste kwartier van de maan. Doodtij treedt daarom tweemaal per synodische maand op.
Doodtij is het tegenovergestelde van springtij.
Het moment dat opkomend water overgaat in afgaand water, of omgekeerd, en waarbij de stroomsnelheid enige tijd minimaal is, heet de kentering (zie ook getijde), en heeft niets met doodtij te maken.